# 蜂塚右衛門尉
蜂塚 右衛門尉（はちつか うえもんのじょう）は、戦国時代の武将。蜂塚氏4代当主。伯耆国日野郡江美城主。『伯耆民諺記』は実名について義光と記している。

## 略歴
3代当主・蜂塚丹波守の子として誕生。
当初は尼子氏に属していたが、永禄初期に日野郡方面に毛利氏の勢力が及ぶと毛利と通じるようになった。永禄5年（1562年）11月、石見国の本城常光一族が毛利氏によって突如粛清されるという事件が起こると、元・尼子方の出雲国・伯耆諸将と共に再び尼子氏へ帰参した。帰参後は江美城にあって毛利氏の軍事行動を妨害した。永禄6年（1563年）7月には毛利氏の河岡城への加勢を妨害し、生山城の山名藤幸らの出陣を阻むなどの行動に出ていた。
しかし、永禄7年（1564年）の初めには尼子の拠点であった長台寺城・手間要害が落城し、徐々に包囲されていった。一部の家臣は毛利氏に降るよう勧める者もいたが、これを聞き入れず籠城した。同年8月、杉原盛重・山田満重らによって江美城が攻撃されると城内にあって抗戦するが鉄砲を使用する毛利方の猛攻の前に落城し、城内にて一族と共に自刃した。